# British Commonwealth Games 1970/Badminton
Die British Commonwealth Games 1970 waren die neunte Ausgabe jener Veranstaltung, die heute unter dem Namen Commonwealth Games bekannt ist. Sie fanden vom 16. bis 25. Juli 1970 in der schottischen Hauptstadt Edinburgh statt. Folgend die Medaillengewinner im Badminton.

## Medaillengewinner
| Disziplin    | Gold                           | Silber                       | Bronze                             |
| ------------ | ------------------------------ | ---------------------------- | ---------------------------------- |
| Herreneinzel | Jamie Paulson                  | Paul Whetnall                | Ray Sharp                          |
| Dameneinzel  | Margaret Beck                  | Gillian Perrin               | Margaret Boxall                    |
| Herrendoppel | Ng Boon Bee Punch Gunalan      | Ng Tat Wai Tan Soon Hooi     | Yves Paré Jamie Paulson            |
| Damendoppel  | Margaret Boxall Susan Whetnall | Gillian Perrin Julie Rickard | Rosalind Singha Ang Teoh Siew Yong |
| Mixed        | Derek Talbot Margaret Boxall   | Roger Mills Gillian Perrin   | David Eddy Susan Whetnall          |

## Endrunde
| Disziplin    | Sieger                         | Finalist                     | Ergebnis            |
| ------------ | ------------------------------ | ---------------------------- | ------------------- |
| Herreneinzel | Jamie Paulson                  | Paul Whetnall                | 10-15, 15–13, 15–10 |
| Dameneinzel  | Margaret Beck                  | Gillian Perrin               | 5-11, 11–3, 11–8    |
| Herrendoppel | Ng Boon Bee Punch Gunalan      | Ng Tat Wai Tan Soon Hooi     | 15–3, 15–3          |
| Damendoppel  | Margaret Boxall Susan Whetnall | Gillian Perrin Julie Rickard | 15–9, 15–2          |
| Mixed        | Derek Talbot Margaret Boxall   | Roger Mills Gillian Perrin   | 8-15, 15–12, 15–12  |